# Emmanuelle Boidron
Emmanuelle Boidron (Orléans, 4 augustus 1978) is een Franse actrice en de zus van acteur Maxime Boidron.
Sinds haar 10de speelde ze Yolande, de dochter van commissaris Navarro in de gelijknamige serie. Ze speelde ook in andere films en televisieseries, waaronder La Prophétie d'Avignon, Les compagnons de l'aventure : Lola et les sardines en Cinq Sœurs.
Emmanuelle heeft een dochter, Leïa.
- Bibliothèque nationale de France: cb14157075h (data)
- International Standard Name Identifier: 0000 0000 0294 5041
- Virtual International Authority File: 14981909